# NK Me-Ba Zagreb
Nogometni klub Me-Ba Zagreb bio je hrvatski nogometni klub iz Zagreba. Djelovao je od kasnih 1940-ih do listopada 1953.